# Conjola
Conjola är en ort i Australien. Den ligger i kommunen Shoalhaven Shire och delstaten New South Wales, i den sydöstra delen av landet, omkring 170 kilometer sydväst om delstatshuvudstaden Sydney. Orten hade 148 invånare år 2016.
Närmaste större samhälle är Ulladulla, omkring 16 kilometer söder om Conjola. 